# Teixobactin
Il teixobactin è un antibiotico polipeptidico, la cui scoperta è stata pubblicata il 7 gennaio 2015, che si è dimostrato attivo contro batteri patogeni Gram-positivi che avevano sviluppato resistenza nei confronti degli antibiotici disponibili in precedenza, tra i quali anche C. difficile, causa di disturbi intestinali e diarrea, e Mycobacterium tuberculosis, agente della maggior parte delle tubercolosi.
L'antibiotico è stato scoperto da ricercatori della Northeastern University di Boston, nel Massachusetts, che hanno lavorato su colonie batteriche cresciute non su substrati colturali su capsule di Petri come per le tradizionali ricerche su antibiotici, ma su colonie studiate in situ, direttamente nel suolo, usando apposite tecniche colturali sviluppate dagli autori della ricerca.

## Storia della scoperta
Nel gennaio 2015, una collaborazione scientifica tra quattro istituti di ricerca statunitensi e tedeschi, e due società farmaceutiche, ha dato l'annuncio della scoperta di un nuovo antibiotico in grado di colpire e uccidere i suoi bersagli senza far sviluppare "alcuna apprezzabile resistenza". Il Teixobactin è stato scoperto da una specie batterica mai descritta in precedenza, a cui gli autori hanno dato il nome di Eleftheria terrae, usando la tecnica iChip (Isolation Chip) per lo screening dei batteri osservati su suolo non colturale.

## Farmacodinamica
Nella sperimentazione in vitro, la somministrazione di dosi subletali per un periodo di 27 giorni non è stata in grado di generare alcuna traccia di resistenza in Staphylococcus aureus o Mycobacterium tuberculosis. Le ragioni che spiegano questa maggior robustezza contro la mutazione dei ceppi patogeni dipende dall'insolito meccanismo d'azione. Invece di legarsi a proteine abbastanza mutevoli nella cellula batterica, si lega a meno mutevoli molecole lipidiche che sono precursori essenziali della parete cellulare.

## Ricerca e sviluppo
Secondo previsioni fatte dai ricercatori a inizio 2015, la durata dei trial clinici del teixobactin sull'uomo è stata stimata in almeno due anni. Uno degli scopritori ha stimato i costi di sviluppo del farmaco "in almeno 100 milioni di dollari", un investimento che prevede un programma della durata di cinque o sei anni. 
Di fronte a cifre di tale portata, le case farmaceutiche si sono mostrate riluttanti a fare investimenti in simili ricerche, perché prevedono che dei nuovi antibiotici sarà scoraggiata la prescrizione su vasta scala quale misura precauzionale per ritardare lo sviluppo di farmacoresistenze, un'eventualità considerata quasi inevitabile.